# Броссар де Больё, Женевьева
Мари Рене Женевьева Броссар де Больё (фр. Marie Renée Geneviève Brossard de Beaulieu; 30 июня 1755, Ла-Рошель — 5 апреля 1832, Париж) — французская художница: живописец, рисовальщица и гравёр, ученица Ж.-Б. Грёза.

## Биография и творчество
Женевьева Броссар де Больё родилась 30 июня 1767 года в Ла-Рошели. Её отцом был живописец и скульптор Франсуа-Луи Броссар де Больё. Отец был первым учителем Женевьевы; позднее она училась у Жана-Батиста Грёза.

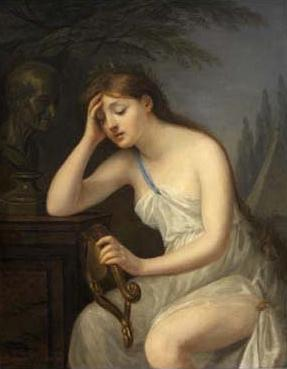
Муза Поэзии, предающаяся скорби из-за смерти Вольтера. 1785. Холст, масло. Музей Сент-Круа, Пуатье

Броссар де Больё писала преимущественно портреты маслом, а также работала в технике гравюры меццотинто. В 1784 году, после того как годом ранее две женщины-художницы — Элизабет Виже-Лебрен и Аделаида Лабий-Гийяр — стали членами Королевской академии живописи и скульптуры, Броссар де Больё также сделала попытку добиться официального признания. Однако, в том числе из-за строгой квоты на приём женщин, всё, что ей удалось — это получить «сертификат», не имеющий никакой действительной силы. Тем не менее, по её просьбе, эту бумагу подписали наиболее уважаемые из академиков, и этого оказалось достаточно, чтобы в 1785 году Броссар де Больё получила, на основании этого документа, членство в римской Академии Святого Луки, а позднее, после Реставрации Бурбонов, денежное пособие от государства.
Броссар де Больё была основательницей бесплатной школы рисунка для девушек в Лилле. Художница умерла 5 апреля 1832 года в Париже. Одна из её известных работ, «Муза Поэзии, предающаяся скорби из-за смерти Вольтера» (фр. La Muse de la Poésie livrée aux regrets que lui cause la mort de Voltaire), находится в художественном музее Пуатье.